# Gnetophyta

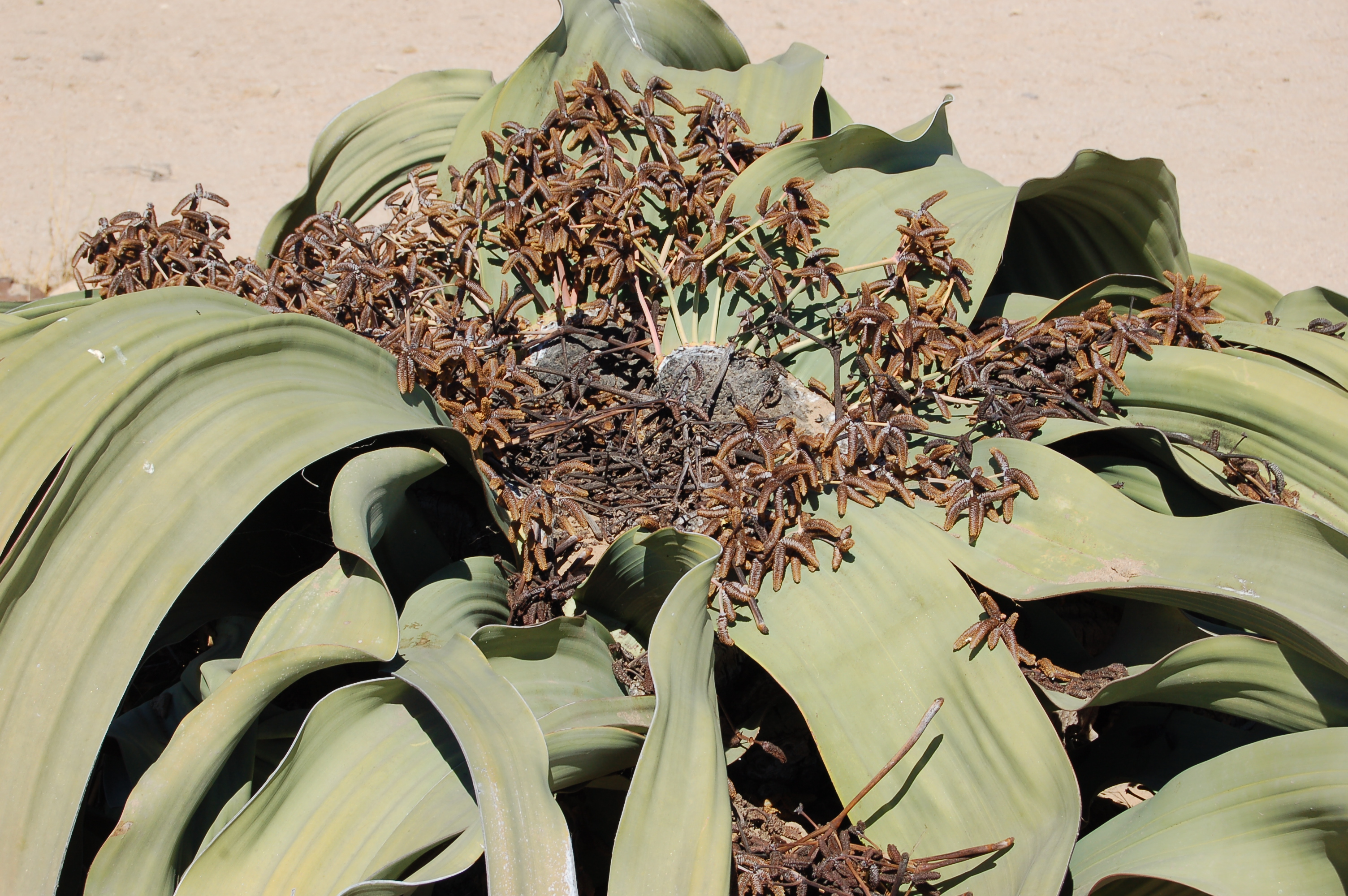
Welwitschia mirabilis com estróbilos masculinos.

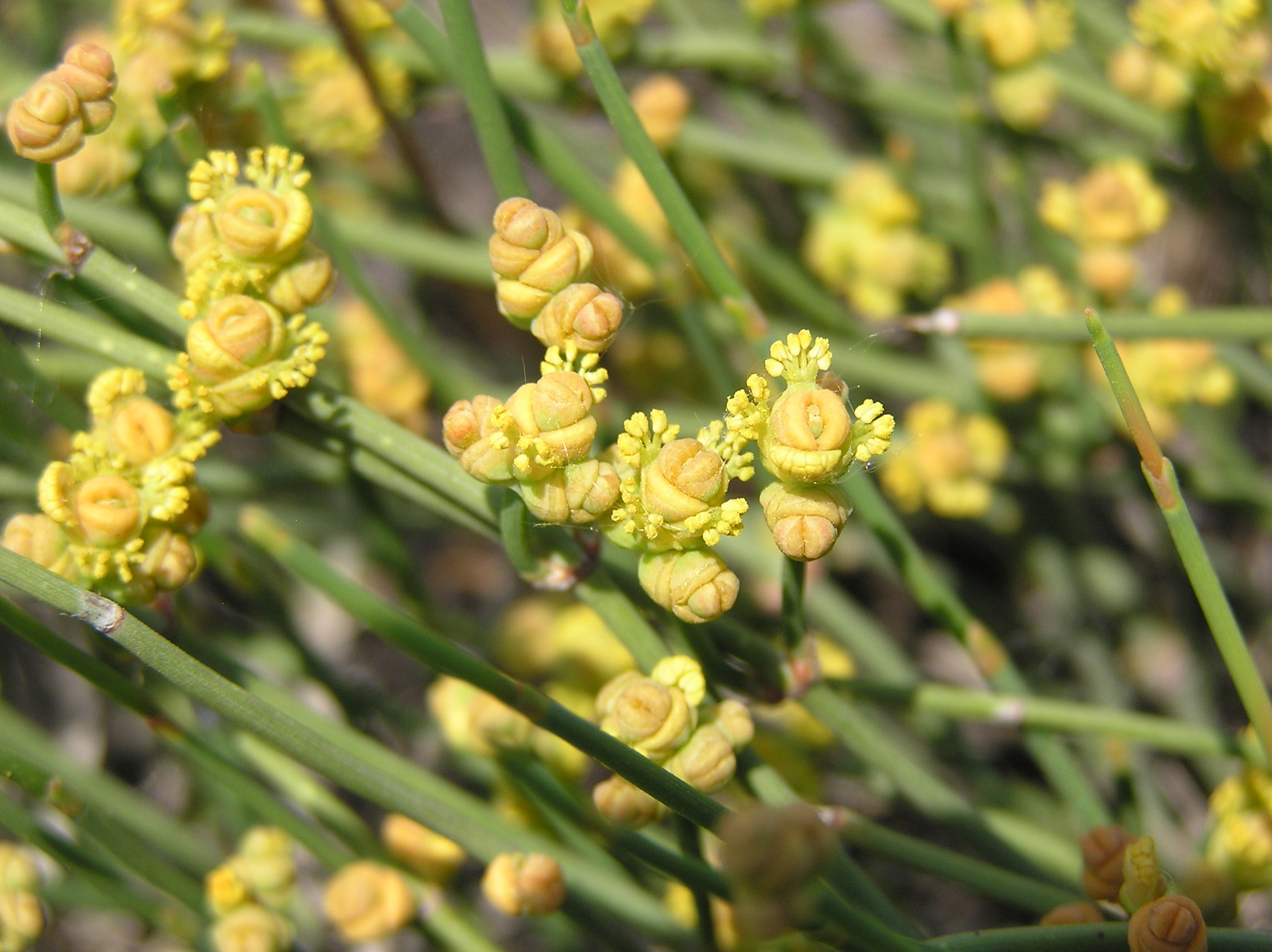
Ephedra distachya (cones masculinos)

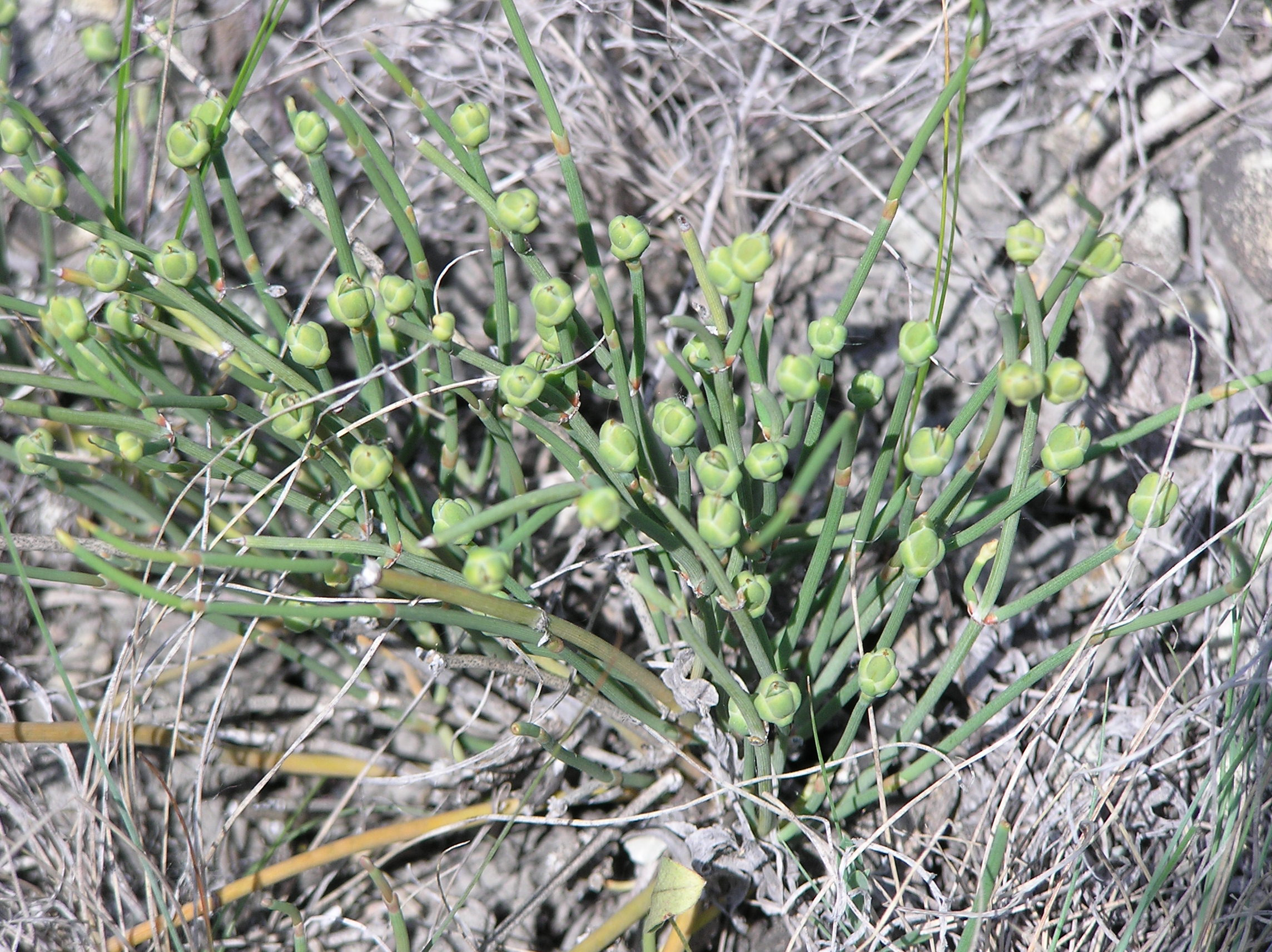
Ephedra distachya (planta feminina)

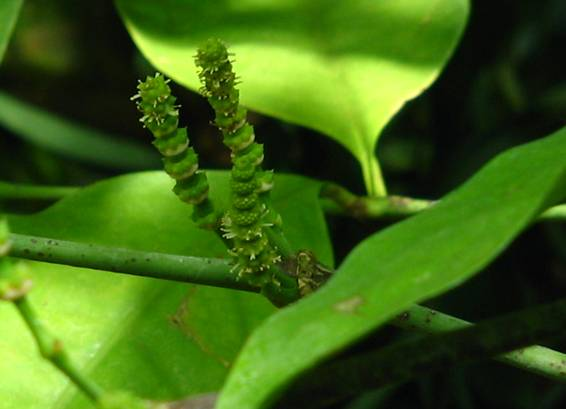
Gnetum gnemon (estróbilo masculino).

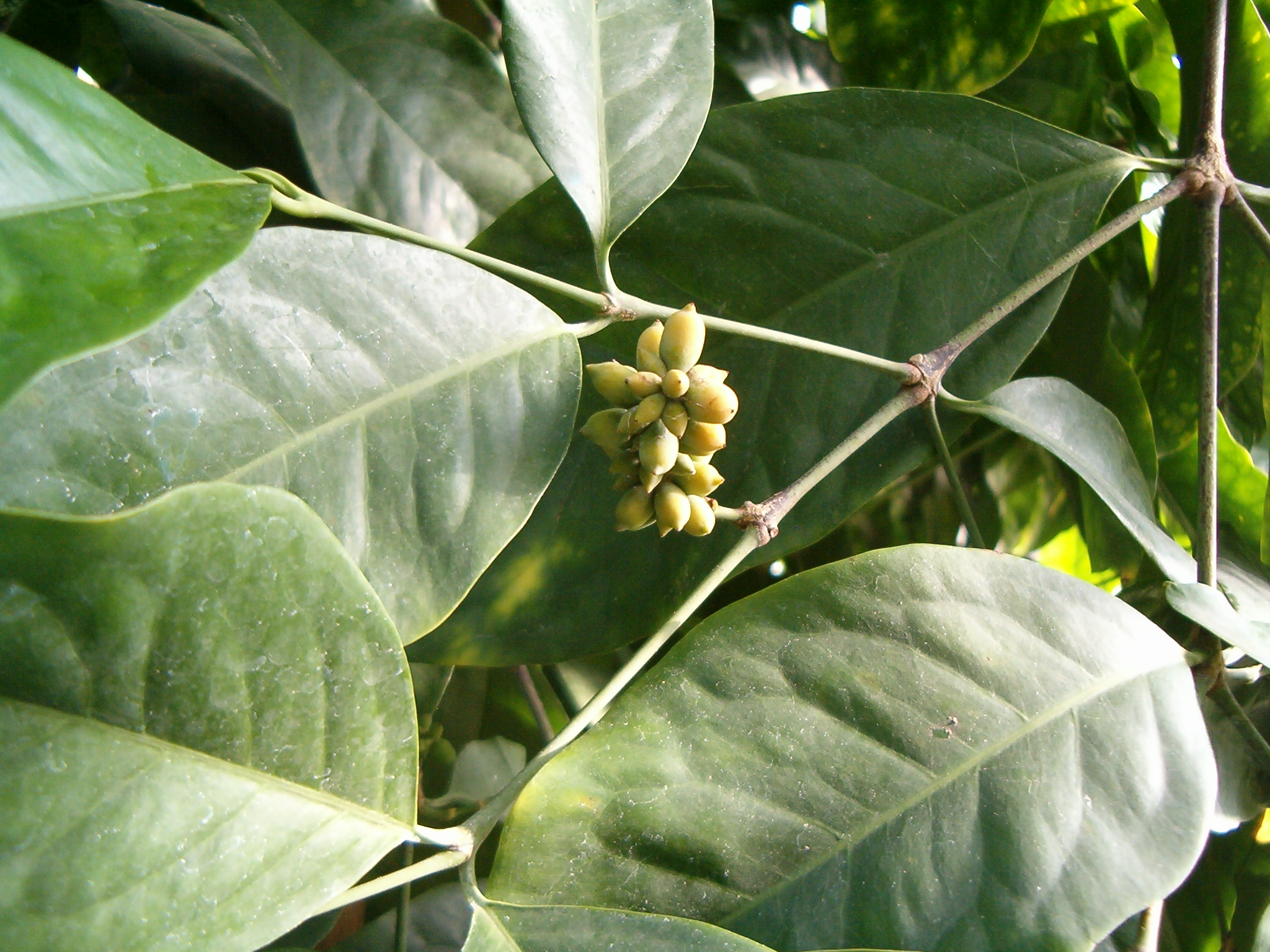
Gnetum gnemon (estróbilo feminino).

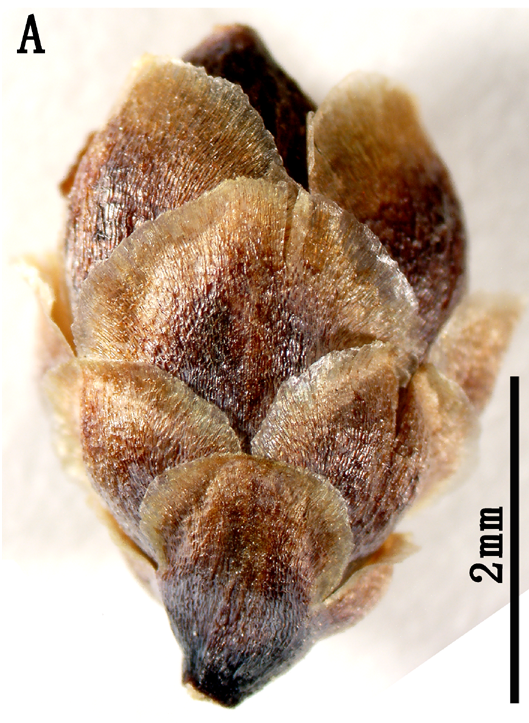
Ephedra californica (estróbilo feminino).

Gnetophyta é uma divisão das plantas do grupo das acrogimnospérmicas (dependendo do nível taxonómico adoptado, alternativamente considerada como a subclasse Gnetidae ou a ordem Gnetales) que agrupa cerca de 90 espécies em três géneros extantes: Gnetum (família Gnetaceae), Welwitschia (família Welwitschiaceae), e Ephedra (família Ephedraceae). O registo fóssil de pólen atribuído a um ancestral próximo de Ephedra foi encontrado e sedimentos datados do Cretáceo Inferior. Embora seja evidente que estão todos relacionados, as inter-relações evolutivas exactas entre as gnetófitas não são claras. As modernas classificações defendem que os três géneros devem ser colocados numa única ordem (a ordem Gnetales), enquanto outras classificações dizem que devem ser distribuídos por três ordens separadas, cada uma contendo uma única família e género. A maioria dos estudos morfológicos e moleculares confirmam que os géneros Gnetum e Welwitschia divergiram uns dos outros mais recentemente do que em relação a Ephedra.

## Descrição
Embora muito diversificadas no Cretáceo Inferior, apenas três famílias, cada uma contendo um único género, ainda estão vivas hoje. A principal diferença entre as gnetófitas e outras gimnospermas é a presença de elementos de vaso, um sistema de pequenos tubos (xilema) que transportam água dentro da planta, semelhante aos encontrados nas plantas com flor. Devido a este facto, pensava-se que as gnetófitas eram os parentes gimnospérmicos mais próximos das plantas com flor, mas estudos moleculares recentes puseram em causa esta hipótese, com muitas filogenias recentes a sugerirem que estas espécies estão filogeneticamente anichadas entre as coníferas.
Ao contrário da maioria dos grupos biológicos, é difícil encontrar muitas características morfológicas comuns entre os membros das gnetófitas. As duas sinapomorfias mais utilizadas são a presença de brácteas envolventes em torno dos óvulos e dos microsporângios, bem como uma projeção micropilar da membrana externa do óvulo que produz uma gotícula de polinização, embora estas sejam altamente específicas em comparação com as semelhanças entre a maioria das outras divisões de plantas.
Algus autores referem-se aos géneros de gnetófitas como um trio "bizarro e enigmático" porque a especialização dos gnetófitos nos seus respectivos ambientes é tão completa que dificilmente se assemelham uns aos outros.
As espécies de Gnetum são maioritariamente trepadeiras lenhosas das florestas tropicais, embora o membro mais conhecido deste grupo, a espécie Gnetum gnemon, seja uma árvore nativa do oeste da Malésia. A única espécie remanescente de Welwitschia, Welwitschia mirabilis, nativa apenas dos desertos secos da Namíbia e Angola, é uma espécie que se agarra ao solo com apenas duas grandes folhas em forma de cinta que crescem continuamente a partir da base durante toda a vida da planta. As espécies de Ephedra têm ramos longos e delgados com pequenas folhas em forma de escama nos seus nós, sendo que as infusões destas plantas têm sido tradicionalmente utilizadas como estimulante, mas a efedrina é atualmente uma substância controlada em muitas jurisdições devido ao risco de overdose fatal.

## Classificação
Com apenas três géneros bem definidos dentro de toda uma divisão, continua a ser compreensível a dificuldade em estabelecer uma inter-relação inequívoca entre eles; em tempos anteriores, as coisas eram ainda mais difíceis e encontramos, por exemplo, o botânico sul-africano Henry H. W. Pearson, no início do século XX, a referir a classe Gnetales, em vez da ordem. Por sua vez, o botânico norte-americano George Lawrence referiu-se ao grupo como uma ordem, mas observou que as três famílias eram suficientemente distintas para merecerem ser reconhecidas como ordens separadas. Em 1974, Foster & Gifford aceitaram este princípio e, por conveniência, juntaram as três ordens numa classe comum, a que chamaram Gnetopsida.
Em geral, as relações evolutivas entre as plantas com sementes ainda não estão resolvidas, e as Gnetophyta têm desempenhado um papel importante na formação de hipóteses filogenéticas. As filogenias moleculares das gimnospérmicas existentes entraram em conflito com os caracteres morfológicos no que respeita à questão de saber se as gimnospérmicas no seu conjunto (incluindo as gnetófitas) constituem um grupo monofilético ou um grupo parafilético que deu origem às angiospérmicas. A questão é saber se as Gnetófitas são o grupo irmão das angiospérmicas, ou se são irmãs ou estão aninhadas noutras gimnospérmicas existentes. Numerosos clados de gimnospermas fósseis são morfologicamente tão distintos quanto os quatro grupos de gimnospermas viventes, como Bennettitales, Caytonia e os Glossopteridales. Quando estes fósseis de gimnospermas são considerados, a questão das relações das gnetófitas com outras plantas com sementes torna-se ainda mais complicada. Várias hipóteses, ilustradas abaixo, foram apresentadas para explicar a evolução das plantas com sementes. Alguns estudos morfológicos têm apoiado uma estreita relação entre Gnetophyta, Bennettitales e as Erdtmanithecales.
Investigação mais recente sugere que as Gnetophyta são um grupo irmão do resto das gimnospermas, contradizendo a hipótese antofítica, que defendia que as gnetófitas eram um grupo irmão das plantas com flor.

### Hipótese gnetífera
Na hipótese gnetífera (ou do gnécio), as gnetófitas são irmãs das coníferas, e as gimnospermas são um grupo monofilético, irmão das angiospermas. A hipótese gnetífera surgiu formalmente pela primeira vez em meados do século XX, quando elementos de vaso nas gnetófitas foram interpretados como sendo derivados de traqueídos com orifícios circulares, como os que ocorrem nas coníferas. No entanto, esta hipótese só ganhou apoio com o aparecimento de dados moleculares no final da década de 1990.
Embora as evidências morfológicas mais salientes ainda apoiem amplamente a hipótese antofítica, algumas semelhanças morfológicas mais obscuras entre as gnetófitas e as coníferas apoiam a hipótese gnetífera: traqueídeos com pontuações escalariformes com toros intercalados com espessamentos anulares, ausência de pontuações escalariformes no xilema primário, folhas em forma de escama e alça de Ephedra e Welwitschia e esporófilos reduzidos.
A hipótese gnetífera pode ser resumida no seguinte cladograma:

|              | Cycadidae                                                |
|              |                                                          |
|              | Ginkgo                                                   |
|              |                                                          |
| “gnetíferos” | \| \| coníferas \| \| \| \| \| \| Gnetophyta \| \| \| \| |
|              | \| \| coníferas \| \| \| \| \| \| Gnetophyta \| \| \| \| |
|              | coníferas                                                |
|              |                                                          |
|              | Gnetophyta                                               |
|              |                                                          |

|  | coníferas  |
|  |            |
|  | Gnetophyta |
|  |            |

### Hipótese antofítica
A partir do início do século XX, a hipótese antofítica foi a explicação predominante para a evolução das plantas com sementes, baseada na partilha de caracteres morfológicos entre as gnetófitas e as angiospérmicas. Nesta hipótese, as gnetófitas, juntamente com a extinta ordem Bennettitales, são irmãs das angiospermas, formando as "antófitas". Alguns caracteres morfológicos que foram sugeridos para unir as antófitas incluem vasos na madeira, folhas com nervuras em rede (apenas em Gnetum), química da lignina, a estratificação das células no meristema apical, características do pólen e do megásporo (incluindo parede fina do megásporo), iniciais cambiais curtas e grupos siringais de lignina.
No entanto, a maioria dos estudos genéticos, bem como as análises morfológicas mais recentes, rejeitaram a hipótese antofítica. Vários destes estudos sugeriram que as gnetófitas e as angiospérmicas têm caracteres derivados independentemente, incluindo estruturas reprodutivas semelhantes às flores e elementos de vasos traqueídicos, que parecem partilhados mas que são, na realidade, o resultado de uma evolução convergente.
A hipótese antofítica pode ser sumariada no seguintes cladograma:

|           | Ginkgo                                                                         |
|           |                                                                                |
|           | Cycadidae                                                                      |
|           |                                                                                |
|           | coníferas                                                                      |
|           |                                                                                |
| antófitos | \| \| angiospermas (plantas com flor) \| \| \| \| \| \| Gnetophyta \| \| \| \| |
|           | \| \| angiospermas (plantas com flor) \| \| \| \| \| \| Gnetophyta \| \| \| \| |
|           | angiospermas (plantas com flor)                                                |
|           |                                                                                |
|           | Gnetophyta                                                                     |
|           |                                                                                |

### Hipótese gnepin
A hipótese gnepina é uma modificação da hipótese gnetífera, e sugere que as gnetófitas pertencem às coníferas como um grupo irmão das Pinaceae. De acordo com esta hipótese, as coníferas, tal como atualmente definidas, não são um grupo monofilético, em contradição com os resultados moleculares que apoiam o seu monofiletismo. Todas as provas existentes para esta hipótese provêm de estudos moleculares efectuados desde 1999. Um estudo filogenómico de 2018 estimou a divergência entre Gnetales e Pinaceae em cerca de 241 milhões de anos atrás, no início do Triássico, enquanto um estudo de 2021 o colocou mais cedo, no Carbonífero.

No entanto, as provas morfológicas continuam a ser difíceis de conciliar com a hipótese gnepina. Se as gnetófitas estão aninhadas dentro das coníferas, elas devem ter perdido vários caracteres derivados compartilhados das coníferas (ou esses caracteres devem ter evoluído em paralelo nas outras duas linhagens de coníferas): folhas estreitamente triangulares (as gnetófitas têm diversas formas de folhas), canais de resina, um proembrião em camadas, e escamas ovulíferas lenhosas planas do cone. Esses tipos de grandes mudanças morfológicas não são sem precedentes nos Pinales, no entanto, as Taxaceae, por exemplo, perderam o cone clássico das coníferas em favor de um óvulo de terminal único, cercado por um arilo carnudo.
Esta hipótese pode ser sumariada pelo seguintes cladograma:

| “Gnepines” | \| \| Pinaceae (família dos pinheiros) \| \| \| \| \| \| Gnetophyta \| \| \| \| |
|            | \| \| Pinaceae (família dos pinheiros) \| \| \| \| \| \| Gnetophyta \| \| \| \| |
|            | (outras coníferas)                                                              |
|            |                                                                                 |
|            | Pinaceae (família dos pinheiros)                                                |
|            |                                                                                 |
|            | Gnetophyta                                                                      |
|            |                                                                                 |

|  | Pinaceae (família dos pinheiros) |
|  |                                  |
|  | Gnetophyta                       |
|  |                                  |

| “Gnepines” | \| \| Pinaceae (família dos pinheiros) \| \| \| \| \| \| Gnetophyta \| \| \| \| |
|            | \| \| Pinaceae (família dos pinheiros) \| \| \| \| \| \| Gnetophyta \| \| \| \| |
|            | (outras coníferas)                                                              |
|            |                                                                                 |
|            | Pinaceae (família dos pinheiros)                                                |
|            |                                                                                 |
|            | Gnetophyta                                                                      |
|            |                                                                                 |

|  | Pinaceae (família dos pinheiros) |
|  |                                  |
|  | Gnetophyta                       |
|  |                                  |

### Hipótese das gnetófitas-irmãs
Algumas partições dos dados genéticos sugerem que as gnetófitas são um grupo-irmão de todos os outros grupos de plantas com sementes existentes. No entanto, não existem provas morfológicas nem exemplos do registo fóssil que apoiem a hipótese das gnetófitas-irmãs. A hipótese pode ser resumida no seguinte cladograma:
|  | angiospermas (plantas com flor)                                                  |
|  |                                                                                  |
|  | \| \| Cycadidae \| \| \| \| \| \| Ginkgo \| \| \| \| \| \| coníferas \| \| \| \| |
|  |                                                                                  |
|  | Cycadidae                                                                        |
|  |                                                                                  |
|  | Ginkgo                                                                           |
|  |                                                                                  |
|  | coníferas                                                                        |
|  |                                                                                  |

|  | Cycadidae |
|  |           |
|  | Ginkgo    |
|  |           |
|  | coníferas |
|  |           |

## Gnetophyta fósseis
O conhecimento da história das gnetófitas através da descoberta de fósseis aumentou muito desde a década de 1980. Embora alguns fósseis que foram propostos como sendo gnetófitos tenham sido encontrados já no Permiano, as suas afinidades com o grupo são equívocas. Os fósseis mais antigos que são definitivamente atribuíveis ao grupo datam do Jurássico Superior. Em geral, o registo fóssil do grupo é mais rico durante o Cretáceo Inferior, apresentando um declínio substancial durante o Cretáceo Superior.
Ephedraceae
- Leongathia V.A. Krassilov, D.L. Dilcher & J.G. Douglas 1998[37] Koonwarra fossil bed, Austrália, Cretáceo Inferior (Aptiano)
- Jianchangia Yang, Wang and Ferguson, 2020[38] Formação Jiufotang, China, Cretáceo Inferior (Aptiano)
- Eamesia Yang, Lin and Ferguson, 2018[39] Formação Yixian, China, início do Cretáceo (Aptiano)
- Prognetella Krassilov et Bugdaeva, 1999; Formação Yixian, China, início do Cretáceo (Aptiano); inicialmente interpretada como uma angiosperma)[40]
- Chengia Yang, Lin & Wang, 2013,[41] Formação Yixian, China, Cretáceo inicial (Aptiano)
- Chaoyangia Duan, 1998  Formação Yixian, China, Cretáceo inicial (Aptiano)
- Eragrosites Formação Yixian, China, Cretáceo inicial (Aptiano)
- Gurvanella China, Mongólia, Início do Cretáceo
- Alloephedra China, Cretáceo Inferior
- Amphiephedra China, Cretáceo Inferior
- Beipiaoa China, Cretáceo Inferior
- Ephedrispermum Portugal, Cretácico Inicial (Aptiano-Albiano)
- Ephedrites China, Cretáceo Inferior
- Erenia China, Mongólia, Início do Cretáceo
- Liaoxia China, Cretáceo Inferior
- Dichoephedra China, início do Cretáceo

Gnetaceae
- Khitania Guo et al. 2009[42] Formação Yixian, China, Cretáceo inicial (Aptiano)

Welwitschiaceae
- Priscowelwitschia Dilcher et al., 2005 Formação Crato, Brasil, Cretáceo Inferior (Aptiano)
- Cratónia Rydin et al., 2003 Formação Crato, Brasil, Cretáceo Inferior (Aptiano)
- Welwitschiostrobus Dilcher et al., 2005 Formação Crato, Brasil, Cretáceo Inferior (Aptiano)

Incertae sedis
- Drewria Crane & Upchurch, 1987 Grupo Potomac, EUA, Albiano (possíveis afinidades com Welwitschiaceae)[43]
- Bicatia Friis, Pedersen and Crane, 2014[43] Formação Figueira da Foz, Portugal, Cretácico inicial (Aptiano tardio, Albiano inicial), Grupo Potomac, EUA, Albiano (possíveis afinidades com Welwitschiaceae)
- Liaoningia Yang et al, 2017[44] Formação Yixian, China, Cretáceo inicial (Aptiano)
- Protognetum Y. Yang, L. Xie et D.K. Ferguson, 2017[45] Daohugou, China, Jurássico Médio (Calloviano)
- Itajuba Ricardi-Branco et al, 2013,[46] Formação Crato, Brasil, Início do Cretáceo (Aptiano)
- Protoephedrites Rothwell et Stockey, 2013[47] Canadá, Valanginiano (possíveis afinidades efedroides)
- Siphonospermum Rydin et Friis, 2010[48] Formação Yixian, China, Cretáceo inicial (Aptiano)
- Welwitschiophyllum Dilcher et al., 2005 Formação Crato, Brasil, início do Cretáceo (Aptiano), Formação Akrabou, Marrocos, final do Cretáceo (Cenomaniano-Turoniano) (inicialmente interpretado como membro de Welwitschiaceae, mais tarde considerado incerto).[49][50]
- Dayvaultia Manchester et al. 2021[51] Morrison Formation, USA,Jurássico Superior (Tithoniano)
- Daohugoucladus Yang et al. 2023[52] Daohugou, China, Jurássico Médio (Calloviano)

Possíveis gnetófitos (não confirmados como membros do grupo)
- Archaestrobilus Formação Trujillo, Texas, Estados Unidos, Triássico Superior
- Dechellyia-Masculostrobus Mongólia, início do Cretáceo (Aptiano-Albiano)
- Dinophyton Formação Chinle, Estados Unidos, Triássico Superior
- Nataligma Formação Molteno, África do Sul, Triássico Superior (Carniano)
- Palaeognetaleana Wang, 2004,[35] China, Permiano Superior
- Sanmiguelia Estados Unidos, Triássico Final-Jurássico Inicial
- Eoantha Rússia, início do Cretáceo
- Bassitheca Formação Morrison, EUA, Jurássico Superior (Tithoniano)